# Cesare Milani
Pour les articles homonymes, voir Milani.
Cesar Milani, né le 4 janvier 1905 à Livourne et mort le 21 juillet 1956, est un rameur d'aviron italien.

## Carrière
Après une élimination en quarts de finale de l'épreuve olympique de deux avec barreur en 1928, Cesare Milani participe aux Jeux olympiques de 1932 à Los Angeles. Il remporte la médaille d'argent en huit, avec Vittorio Cioni, Mario Balleri, Renato Bracci, Renato Barbieri, Roberto Vestrini, Dino Barsotti, Enrico Garzelli et Guglielmo Del Bimbo.
Il obtient une deuxième médaille d'argent olympique en 1936 à Berlin avec Dino Barsotti, Enrico Garzelli, Guglielmo Del Bimbo, Oreste Grossi, Enzo Bartolini, Mario Checcacci, Dante Secchi et Ottorino Quaglierini.